# Biblioteca Azcárate

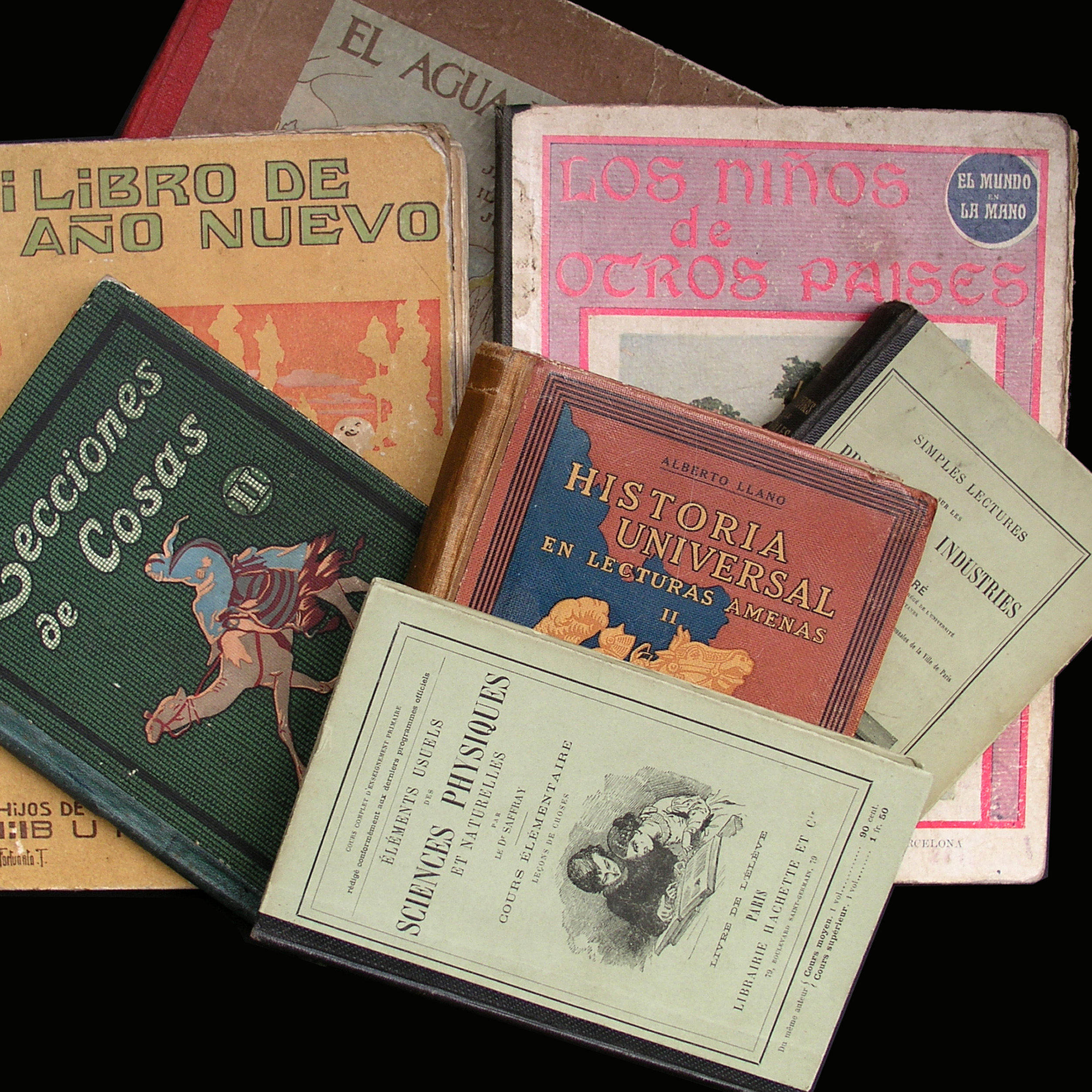
Libros escolares.

La Biblioteca Azcárate integrada en la Fundación Sierra-Pambley en la ciudad de León. Está formada por una colección bibliográfica que incluye monografías, publicaciones periódicas. Los contenidos de la colección están ligados principalmente a las materias de las ciencias sociales, historia, geografía, pedagogía. La colección bibliográfica de la Biblioteca Azcárate, está constituida en la actualidad por unos 6186 títulos de monografías y 300 publicaciones periódicas. El objetivo primordial es proporcionar información a los usuarios, orientando y colaborando en la búsqueda de información. Creada como una biblioteca pública y circulante, forma parte de la Fundación Sierra-Pambley, está situada entre la Plaza de la Regla y la calle de Sierra Pambley justamente al lado de la Catedral, en León, España.

## Origen de la Biblioteca
La Biblioteca tuvo su origen en los fondos donados por la familia de Gumersindo de Azcárate; sus sobrinos herederos, interpretando con gran sagacidad los ideales de Gumersindo, donaron en 1917 su biblioteca a la Fundación Sierra-Pambley, salvo los manuscritos que fueron a pasar a la Academia de la Historia, de la que era miembro. 
En 1917 Manuel Bartolomé Cossío, que sucedió en la presidencia del Patronato de la Fundación Sierra-Pambley a Gumersindo de Azcárate, fue el encargado de la recepción de este legado y decidió la construcción de una biblioteca que albergara los fondos donados por sus herederos, proporcionándole una bella instalación en la parte baja de los inmuebles de la Fundación en la Plaza de la Regla y en la calle de Sierra Pambley. El proyecto fue encargado al arquitecto municipal Manuel de Cárdenas, profesor de dibujo de la Escuela Industrial de Obreros de la Fundación Sierra-Pambley quien diseñó y ejecutó las obras conforme al consejo e instrucciones directas del presidente del Patronato. El resultado fue una sala de lectura en forma de L, inspirada en las bibliotecas inglesas del siglo XVIII, llamada Biblioteca Azcárate, que ha perpetuado su recuerdo en su ciudad natal. 
La donación estaba constituida por obras de derecho, sociología, economía, etc. procedentes, muchas de ellas, de regalos de sus discípulos y admiradores que testificaban con este gesto el cariño al maestro. Muchas de ellas, unas 350, contienen dedicatorias curiosas a Don Gumersindo.

En el momento actual y conservando las características de su creación, la Biblioteca sigue funcionando a disposición del público, en jornada de tarde. Contiene entre las obras inicialmente adquiridas y las posteriores adquisiciones y donaciones 5660 títulos, aproximadamente, y una importante colección de revistas, entre ellas la colección completa del Boletín de la Institución Libre de la Enseñanza (B.I.L.E.). Debidamente fichados, sus fondos se encuentran esperando estudiosos.
Hay otros motivos para visitar esta acogedora biblioteca, pues el paseante buceador de artísticos rincones puede encontrar un local con el artístico mobiliario con el que el Sr. Cossío la dotó, para acoger el legado, las sillas y mesas diseñadas para una cómoda lectura y, sobre todo, el elevado estrado del director, hoy ya pieza histórica, que durante años ocupó Antonio G. de Lama y desde el que orientó y coordinó el movimiento poético del que fue portador la revista Espadaña.

## Secciones
El fondo bibliográfico se divide en las siguientes secciones:
Fondo General
Es el principal y sus fondos proceden de las donaciones efectuadas en 1917 por los herederos de Gumersindo de Azcárate a petición de este. Temáticamente centrada en ciencias sociales, siendo las áreas más representativas la filosofía, derecho, pedagogía y literatura.
Sección de las Escuelas
Fondo procedente de las Escuelas de Sierra Pambley Fundación Sierra-Pambley, compuesto por manuales escolares y libros de lectura, editados en su mayor parte, en las tres primeras décadas del siglo XX.
Sección de la Institución Libre de Enseñanza (I.L.E.)
Fondos sobre la Institución y los institucionistas.
Hemeroteca
Procedente en su mayor parte de la donación de Gumersindo de Azcárate, presenta por lo tanto la misma cronología y temática del fondo bibliográfico. Cuenta con unos 308 títulos (La España moderna, Revue Internationale de Sociologie, Revista de Pedagogía, Boletín de la Institución Libre de Enseñanza).

## Servicios bibliotecarios
Lectura en sala
Al ser una biblioteca de fondo antiguo el acceso es restringido, no hay préstamo domiciliario. Las condiciones de utilización de acceso a la sala de consulta están reguladas mediante "Normas de acceso, consulta y reproducción de documentos".
Información bibliográfica
Proporciona información básica y de referencia e información especializada. El personal de la biblioteca proporciona información a los usuarios sobre los fondos conservados y su localización, y asesora a los usuarios en el proceso de investigación y consulta de la documentación.
Servicio de acceso a internet y programas de ofimática
De acuerdo con el Manifiesto sobre Internet de la IFLA de 2002, la Biblioteca Azcárate ofrece y fomenta el acceso público a la información a través de internet. La Biblioteca dispone de 4 puntos de conexión para acceder a internet y el acceso para poder realizar consultas bibliográficas,y el uso de herramientas ofimáticas. Para la utilización de este servicio se formulará la petición correspondiente al encargado de la sala, mediante la cumplimentación de un impreso. Estos servicios se regirán por la normativa impuesta.
Servicio de reproducción de documentos
La Biblioteca Azcárate ofrece la posibilidad de obtener reproducciones en papel. El material bibliográfico se puede reproducir siempre que sus características, el estado de conservación y la legislación vigente sobre la propiedad intelectual lo permitan.
Préstamo de libros y documentos para exposiciones
La Biblioteca Azcárate ofrece el servicio de préstamo de libros y documentos de sus fondos bibliográficos a instituciones y entidades.
Visitas guiadas
La biblioteca ofrece a todos aquellos grupos interesados en conocer la Biblioteca, la posibilidad de una visita comentada. Estas visitas guiadas permiten profundizar en la historia de la Biblioteca, así como en su funcionamiento.
Cesión de espacios
La Biblioteca conserva las características de sus inicios. El ambiente que se respira en la Biblioteca es de época. Se pueden celebrar: presentaciones de libros, conferencias, seminarios, cursos, etc.